# Geeraerdt van Velsen
Het toneelstuk Geeraerdt van Velsen is een tragedie in vijf bedrijven van P.C. Hooft uit 1613. Het stuk is de eerste publicatie die onder de naam van de auteur verscheen; eerder werk van Hooft verscheen anoniem of onder schuilnaam. Het drama speelt in 1296 in en om het huis te Muiden, duurt van de avond waarop graaf Floris V van Holland door een groep samenzweerders rond Gerard van Velsen werd gevangen tot de morgen daarop. De eenheden van plaats en tijd werden met dit stuk in de Nederlandse toneelkunst ingevoerd. Bovendien was Hooft de eerste Nederlandse toneelschrijver die zijn stof uit zo'n ver verleden haalde. Hella Haasse typeert het stuk als een 'tragedie van lichtzinnigheid en onverzoenlijkheid'. Hoofts biograaf H.W. van Tricht roemt de met trompetgeschal gepaard gaande zonsopgang na Floris' zelfaanklacht als 'een van de prachtigste momenten van de litteraire Renaissance in Nederland'.
Het sterk door de drama's van Seneca beïnvloede drama heeft de aristocratische erecode als voornaamste motief en het juiste regeringsbeleid in tijden van opstand als belangrijkste thema. Het allegorische verhaal wil een historische waarschuwing zijn over de gevaren van een opstand: daartoe worden de gebeurtenissen uit 1296 als exemplarisch voorgesteld voor de situatie tussen Spanje en de opstandige Nederlanden. Het drama beleefde veel herdrukken in de zeventiende eeuw. In de twintigste eeuw verschenen enkele geannoteerde edities. Literatuurhistoricus Gerard Knuvelder noemt het vierde bedrijf 'het best geslaagde deel van het stuk'.

## Inhoud

### Eerste bedrijf
In het Muiderslot wacht de gehuwde edelvrouw Machteld van Velsen, die daar de gast is van Gijsbrecht van Amstel, 's avonds op haar man. In een monoloog zet zij uiteen dat Floris V, de graaf van Holland, haar verkracht heeft. Het kost haar moeite te vertellen wat de reden voor haar melancholie is, maar werkt opluchtend. Hierop verschijnen Twist, Geweld en Bedrog, die opscheppen over hun vernietigende handelingen uit verleden en toekomst, zoals (burger)oorlogen die zich in de veertiende tot en met zestiende eeuw zullen voltrekken in Europa, Azië en Afrika. Momenteel, in 1296, zijn zij van zins heel Holland in vuur en vlam te zetten. Een koor van Amstellandsche Joffren, de hofdames die Machteld gezelschap houden, bezingt de voorgeschiedenis, de ondankbaarheid van vorsten die uit Floris' daad weer blijkt. De rei schets een contrast tussen Floris en diens vertrouweling Geeraerdt van Velsen. Floris is hoogmoedig, trots en wraakzuchtig, Geeraerdt is zijn heer geheel toegewijd en ijverig.

### Tweede bedrijf
Diezelfde avond arriveert Van Velsen bij het Muiderslot en maakt zijn vrouw wakker om haar over de gevangenname van de graaf in te lichten. Machteld beseft dat de door haar voorziene rampspoed zich werkelijk zal voltrekken. Geeraerdt toont zich wraakzuchtig en haatdragend. De graaf wordt binnengevoerd door Gijsbrecht van Amstel en Herman van Woerden. De graaf probeert zich te verweren tegen de verwijten van tirannie die de edelen hem maken. Hoewel Floris schuld bekent en vraagt wat hem te doen staat om de kwestie op te lossen, willen Van Velsen en Van Woerden enkel wraak en zijn niet voor rede vatbaar, vooral Geeraerdt niet. Nadat Floris is weggeleid, nemen de figuren Eendracht, Trouw en Onnozelheid (de tegenhangers van de eerdere drie personificaties) de wereld, verdreven door de intrede van vernietiging en oorlog. Eendracht houdt een beurtzang met een Rey van Hemellieden, waarna het koor van Amstellandsche Joffren de vroegere grootheid van Rome bezingt, maar dan overgaat op de rampspoed van de aanstaande strijd in 1296.

### Derde bedrijf
Nog weer later op dezelfde avond, het loopt tegen middernacht, beraadslagen de samenzweerders over de volgende stappen. Gijsbrecht ontdekt dat zijn twee kompanen hem om de tuin hebben geleid en hun persoonlijke wraakzucht boven het landsbelang stellen door op de afzetting van Floris aan te sturen. Geeraerdt bespreekt Gijsbrechts gematigde houding met Machteld, die het met Gijsbrecht eens blijkt te zijn. Als zij hoort dat Geeraerdt zijn schildknaap naar Muiderberg heeft gezonden om de tovenaar Timon te raadplegen, beseft zij dat van deze kwade raadsman geen redelijkheid te verwachten is. Vol ongeduld wacht hij op diens terugkeer. Vol vrees nadert de schildknaap Muiderberg en roept Timon aan in een van de echo-scènes, waarop de tovenaar verschijnt. Deze roept Hecate aan en roept een helse geest op uit de onderwereld. Deze geeft een meerduidig antwoord. Wanneer de schildknaap vertrekt, veroordeelt de rei van Amstellandsche Joffren het morele failliet van Geeraerdt. Bovendien neemt de rei Gijsbrecht zijn naïviteit kwalijk, want hij had moeten weten dat voor samenzweerders persoonlijke motieven doorgaans de belangrijkste zijn. Het koor prijst Gijsbrecht en laakt Velsen.

### Vierde bedrijf
In zijn slaap wordt Floris bezocht door een visioen van de geest van Geeraerdts vermoorde broer, die hem wraakzuchtig zijn einde voorspelt. Floris schrikt wakker en wenst Geeraerdt te spreken, aan wie hij vergiffenis vraagt. Ter genoegdoening belooft hij Geeraerdts onechte dochter te zullen trouwen om zijn leven te redden. Wanneer Geeraerdt dit weigert, barst de graaf in gejammer uit. In een monoloog verwoordt Floris het besef dat zijn val al langere tijd aan de gang was, waarbij met name de verkrachting van Machteld zwaar op hem drukt. Zijn voorspoed creëerde de ruimte om zijn driften ruim baan te geven en zijn verstand te onderdrukken. In het aangezicht van de dood kent hij toch berouw. De trompetter kondigt het aanbreken van de dag aan met een dageraadslied, maar slaat kort daarna alarm omdat de vijand het slot van alle kanten nadert om Floris te ontzetten. De samenzweerders vluchten meteen met Floris en laten hun vrouwen onbeschermd achter. Geeraerdt licht Machteld in over dat plan en wuift haar vrees voor het woedende volk weg; het in de steek laten van de vrouwen is schandelijk en geen ridderlijk gedrag. Zijn wraakzucht beneemt hem het zicht op de belangen van anderen en op zijn ridderlijke plichten. De rei bezingt de moed van hen die het tegen een dwingeland opnemen en de rust van degenen die voor onderwerping kiezen.

### Vijfde bedrijf
Floris sterft te Muiderberg aan verwondingen die Geeraerdt hem heeft toegebracht. Zijn christelijke dood wordt beklaagd door een rei van Naarders, die Floris' aanhangers onder de bevolking gestalte geven. Ook op zijn sterfbed neemt hij niet de volledige schuld op zich van zijn daad tegen Machteld. Wel geeft hij opdracht op zijn sterfplek een kerk te bouwen ter nagedachtenis. Na zijn dood beklaagt de rei Holland en Zeeland het verlies van hun beschermer en schetst zo een positief beeld van Floris dat scherp verschilt van het negatieve portret dat de edelen van hem hebben geformuleerd.
Op het Muiderslot bericht de trompetter Machteld en haar hofdames over de gebeurtenissen: de valstrik bij Muiderberg door de Naarders gezet, de moord op Floris door Geeraerdt, het gevecht en de vlucht van Geeraerdt. Machteld bereidt zich met gebeden voor op de aankomst van de boze bevolking. De rei beklaagt Machteld haar onverdiende ongeluk, veroordeelt Floris en Geererdt en beklaagt Hollands lot. Ook herinnert de rei aan het vertrek van Eendracht, Trouw en onnozelheid in het tweede bedrijf. Hierop valt de rei al zingende in slaap. Maar dan treedt de riviergod De Vecht op om de rei te troosten met een lofrede op Maurits van Nassau, door de rei op één lijn met Jupiter en Alexander de Grote gesteld, en een voorspelling aangaande de aanstaande glorie van Holland en Amsterdam, die het verleden uit 1296 met het heden van 1613 verbindt. De rei ontwaakt en krijgt het laatste woord: de hemel zegent vaak juist wanneer het op verdelgen lijkt uit te draaien.

## Taal
Knuvelder omschrijft het stuk als 'een pronkjuweel van Nederlandse taalkunst', omdat sprake is van 'een rijk, geserreerd, geenszins gemakkelijk vloeiend, maar strak in toom gehouden Nederlands'.

## Autobiografische elementen
Hooft was goed bekend met de locatie in en om Muiden, omdat zijn inspectietochten door Gooiland hem door Muiderberg brachten, dat op een half uur van het Muiderslot gelegen was. In 1296 zou volgens de overlevering Floris V vermoord zijn in de riet- en moerasvelden buiten het dorp.

## Achtergrond

### Invloed van Seneca
Het stuk betekende een stap vooruit in de ontwikkeling van het Nederlandse drama, omdat zich voor het eerst de invloed van Seneca doet gelden. Naast de algemene dramaopvatting ontleende Hooft vijf vormkenmerken van Seneca over: de structuur in vijf bedrijven, de geversifieerde samenspraak, de reien in afwijkende versmaat die elk bedrijf besluiten, de eenheden van handeling en van tijd. Van Tricht noemt als de Senecaanse invloed ook nog het optreden van bovennatuurlijke elementen als een geestverschijning, een boze geest en een tovenaar.

### Invloed van Montaigne
Montaigne leverde de hoofdgedachte die Hooft uitwerkte in de Rey der Aemstellandsche Jofferen aan het einde van het tweede bedrijf, waar het beeld van de vergankelijkheid van alle aardse grootheid en macht wordt getekend en de verschrikkingen van de oorlog en zijn rampzalige gevolgen.

### Invloed van Lucanus
Het uiterlijk van Timon de tovenaar in het derde bedrijf is ontleend aan Lucanus' beschrijving van de tovenares Erictho, te vinden in boek zes van de Pharsalia.

## Structuur
De structuur van de intrige is een allegorie: de tragedie van de tirannieke Floris V en nog meer die van de aristocraten, in het bijzonder Geeraerdt van Velsen, die het tegen hem opnemen, wordt als historisch voorbeeld en waarschuwing ingezet om te laten zien hoe ook een gerechtvaardigde opstand verkeerd kan aflopen.

## Thema's en motieven

### Thema's
De functie van handeling en reien is om Hoofts persoonlijke opvatting van de vrede als het door God beoogde harmonische evenwicht in het individu en in de samenleving. Floris de Vijfde bewerkstelligt zijn eigen ondergang door tegen deze vrede te zondigen en zich als vorst te ontpoppen als tiran, vanwege zijn schending van de rechten der vooraanstaanden, en als individu verwordt hij tot een schurk die zich aan Velsen vrouw vergrijpt. Ook de onderdanen gaan niet vrijuit: zij verstoren de vrede door geweld met geweld te beantwoorden. Wraakzucht is een belangrijk motief voor Velsen en diens schoonvader Woerden. Slechts twee personages zijn edel en redelijk te noemen: Gijsbrecht van Aemstel en Machteld van Velsen, al heeft de laatste geen invloed op de loop der gebeurtenissen.
Volgens De Witte is het goede staatsbeleid het thema, meer specifiek het goede staatsbeleid tijdens een legitiem verzet tegen een tiran. De overeenkomst met de dan actuele situatie van de opstand van de Nederlanden tegen Spanje zal het publiek niet zijn ontgaan.

### Motieven
Het belangrijkste motief is volgens De Witte de erecode der aristocratie. Bijkomende motieven zijn de rechtvaardige opstand en de gevaren daarvan, het zelfstandig behartigen van staatszaken zonder buitenlandse hulp en de innerlijke eenheid en eendracht.

## Genre
Een bekende manier om een politiek toneelstuk gestalte te geven is om dit in te kleden als een historiestuk met toespelingen op de actuele situatie waar het in feite om gaat. Een variatie hiervan is het samenzweringsdrama en daarvan is Geeraerdt van Velsen, waarin een complot wordt gesmeed, een voorbeeld.

## Publicatiegeschiedenis
Het toneelstuk verscheen in 1613 bij drukker-uitgever Willem Jansz. Blaeu, die een oom van Hooft was. Het was de eerste publicatie die onder Hoofts eigen naam verscheen en waarmee hij dus uit de anonimiteit trad; eerdere werken waren zonder auteursnaam verschenen of alleen opgevoerd in De Eglentier.
Driemaal werd het stuk herdrukt, daarna verscheen in 1636 een gewijzigde editie. Hoofts bibliograaf F.A. Stoett telde voor de zeventiende eeuw vijftien drukken: 1613, 1618, 1622, 1633, 1638, z.j., 1649, 1658, 1662, 1681. Jaartallen tussen haken (in verzameledities of zo? Of gebaseerd op de editie van 1636?) 1636, 1644, 1657, 1668, 1671, 1677. Bibliograaf P. Leendertz Jr. telde in 1931 een totaal van negentien uitgaven.
In de achttiende eeuw werd het stuk eenmaal opgenomen in een Hooft-editie uit 1704. In de negentiende eeuw verschenen vier drukken, twee als onderdeel van een verzameleditie en eenmaal als afzonderlijke uitgave, die ook werd herdrukt.

## Waardering
Toen het stuk in 1613 het licht zag werd het een 'glansstuk' van het toneelrepertoire in Amsterdam. Het werd in rederijkerskamer d'Eglantier bewonderd om het kunst- en vliegwerk dat latere generaties juist aan een klassiek drama tegenstond.
De allegorische figuren uit de zestiende-eeuwse rederijkersspelen ontbreken niet, maar deze bijfiguren bepalen niet de betekenis van het spel, want die zit in de samenhang der handeling van de hoofdpersonages. Hoewel Hoofts figuren niet langer allegorisch zijn, ontwikkelen zij zich ook weer niet tot werkelijk tragische figuren: als onderdeel van de samenhang van het totaal krijgen ze slechts een schematische gestalte. Van Tricht noemt, naast het gebrek aan karakterdiepte, als zwakheden een tekort aan dialoog en actie: slechts 455 van de in totaal 1751 verzen betreffen dialoog tussen wereldse personages. Het toneelstuk ontleent zijn blijvende plaats in de literaire canon dan ook niet aan de dramatische structuur, maar aan Hoofts taalvermogen en verskunst. Van Tricht spreekt van 'prachtige verzen, schilderende, expressieve, hoog tredende.' Het drama gaf de dichter Hooft de gelegenheid om zijn lyriek rijker te ontplooien dan in zijn korte gedichten. De uitdrukking van gedachten en gevoelens bereikt een diepgang en veelomvattendheid die een vollediger beeld van Hooft geven dan in zijn kortere lyriek mogelijk was.

## Verwijzende noten
1. ↑  Van Tricht (1951), 52
2. 1 2  Duits (2005), 203
3. 1 2  Haasse (1981), 85
4. 1 2 3  Van Tricht (1951), 54
5. 1 2  Knuvelder (1971), 255
6. ↑  Knuvelder (1971), 257
7. 1 2 3  Knuvelder (1971), 256
8. ↑  Duits (2005), 218
9. 1 2 3  De Witte (1976), 25
10. 1 2  Van Tricht (1951), 53
11. ↑  Duits (2005), 219
12. 1 2  De Witte (1976), 34
13. ↑  Worp (1903), 252 noot 1
14. ↑  Leendertz en Stoett (1900), 212
15. ↑  Van Tricht (1951), 56
16. ↑  Van Tricht (1971), 55

### Edities vanGeeraerdt van Velsen
- Duits, Henk (ed.) (2005). Geeraerdt van Velsen. Baeto, of Oorsprong der Hollanderen. Delta reeks. Amsterdam: Bert Bakker. ISBN 9035127331
- Witte, A.J.J. de (ed.) (1976). P.C.Hooft, Geeraerdt van Velsen. Zutphen: W.J. Thieme & Cie. ISBN 9003208913

### Studies
- Haasse, Hella S. (Tekst) & Arie-Jan Gelderblom (1981). Het licht der schitterige dagen. Het leven van P.C. Hooft. Tweede druk, Amsterdam: Em. Querido's Uitgeverij B.V. 1997. ISBN 9021465027
- Knuvelder, G.P.M (1971). 'Pieter Cornelisz. Hooft (1581-1647).' Handboek tot de geschiedenis der Nederlandse Letterkunde. Deel II. Vijfde, geheel herziene druk. 's-Hertogenbosch: L.C.G. Malmberg, p. 229-287. ISBN 9020811622
- Leendertz, P., Zn. en F.A. Stoett (1900). P.C. Hoofts Geeraerdt van Velsen P.C.Hooft, Gedichten. Deel 2. Amsterdam: P.N. van Kampen & Zoon
- Tricht, H.W. van (1951). P.C. Hooft. Arnhem: Van Loghum Slaterus.
- Veenstra, F. (1981). 'De schildknaep en de tooveraer in Hoofts Geeraerdt van Velsen.' E.K. Grootes, M.A. Schenkeveld- Van der Dussen, L. Strengholt en P.E.L. Verkuyl (red.), Uyt Liefde geschreven. Studies over Hooft. 1581.16 maart.1981 Groningen: Wolters-Noordhoff, 163-182. ISBN 9001902499
- Worp, J.A. (1903). Geschiedenis van het drama en van het tooneel in Nederland. Eerste deel. Rotterdam: Fa. Langerveld